# Molham Babouli
Molham Babouli (en arabe : ملهم بابولي) né le 2 janvier 1993 à Al-Aïn aux Émirats arabes unis, est un footballeur international syrien d'origine canadienne, qui joue au poste d’attaquant au York United en Première ligue canadienne.

## Biographie

### Carrière en club
Le 4 août 2020, le Forge FC annonce que Babouli rejoint le club. Le 13 août, il dispute sa première rencontre contre le Cavalry FC. Le 19 septembre, le Forge FC l'emporte face aux HFX Wanderers lors de la finale de la saison 2020 et s'adjuge le championnat.

### Carrière internationale
En 2015, Babouli participe aux Jeux panaméricains de 2015 avec l’équipe du Canada de moins de 23 ans de soccer. Lors du premier match contre le Brésil, Babouli marque le seul but de la rencontre en faveur du Canada.

## Palmarès
Forge FC
- Vainqueur de la Première ligue canadienne en 2020